# Sukaramai II (Seuruway)
Sukaramai II is een bestuurslaag in het regentschap Aceh Tamiang van de provincie Atjeh, Indonesië. Sukaramai II telt 2222 inwoners (volkstelling 2010).